# Kuzmičevo
Kuzmičevo (cyr. Кузмичево) – wieś w Serbii, w okręgu raskim, w mieście Novi Pazar. W 2011 roku liczyła 99 mieszkańców.